# Craissac
Craissac (en francès Crayssac) és un municipi francès situat al departament de l'Òlt i a la regió d'Occitània.
El municipi té Craissac com a capital administrativa, i també compta amb l'agregat de Mas de Brunhon.

## Demografia
| 1962                                       | 1968 | 1975 | 1982 | 1990 | 1999 | 2006 |
| ------------------------------------------ | ---- | ---- | ---- | ---- | ---- | ---- |
| 240                                        | 244  | 313  | 393  | 413  | 442  | 664  |
| Des de 1962: població sense dobles comptes |      |      |      |      |      |      |

## Administració
| Període | Identitat           | Partit |
| ------- | ------------------- | ------ |
| 2001-   | Christian Cazabonne |        |